# NGC 6452
NGC 6452 est une galaxie spirale relativement éloignée et située dans la constellation d'Hercule. Sa vitesse par rapport au fond diffus cosmologique est de 8 802 ± 24 km/s, ce qui correspond à une distance de Hubble de 129,8 ± 9,1 Mpc (∼423 millions d'al). NGC 6452 a été découverte par l'astronome allemand Albert Marth en 1864.